# Auguste Hoël
Georges Auguste Charles Hoël (Cambrai, Nord, 1890. július 17. – Cambrai, Nord, 1967. január 6.) olimpiai bronzérmes francia tornász.
Ez első világháború után az 1920. évi nyári olimpiai játékokon indult, és mint tornász versenyzett. Csapat összetettben bronzérmes lett.